# Портениер, Николай Николаевич
Николай Николаевич Порте́ниер (6 апреля 1958 — 27 мая 2007) — российский ботаник, старший научный сотрудник Гербария высших растений Ботанического института РАН, выдающийся исследователь флоры Кавказа, специалист по географии растений, систематик трудных групп семейства сложноцветных.

## Биография
Николай Николаевич Портениер родился 6 апреля 1958 году в городе Смоленске в семье учителей. Его отец потерял зрение в 13 лет, но, преодолев свой недуг, получил высшее образование и окончил аспирантуру, преподавал историю, стал отличником народного просвещения. Мать преподавала физику и математику в старших классах. Предки Портениеров происходили из Швейцарии. Прадед Николая Эмиль Портениер в 1885 году приехал к своему дяде в Калужскую губернию, а затем обосновался на Смоленщине в деревне Бакланово, где он, а затем и его сын (дед Николая Николаевича), занимались сыроварением. Детство Николая прошло в Духовщинском районе Смоленской области, среди природы районов Смоленского Поозёрья и Духовщинской возвышенности. Интерес к ботанике, к природе был определён не только яркими впечатлениями детства, но и книгами Н. М. Верзилина.
Окончил с отличием биологический факультет Пермского государственного университета в 1984 году. С 1985 года — сотрудник Кабардино-Балкарского высокогорного заповедника. C 1992 года — сотрудник Гербария Ботанического института.

## Научная деятельность
Николай Николаевич Портениер внёс большой вклад в изучение растительности Кавказа. В 1992 году защитил кандидатскую диссертацию «Флора бассейна реки Черек Безенгийский (Центральный Кавказ)» (научный руководитель Ю. Л. Меницкий). В рамках исследования было описано более 1400 представителей флоры Западного Кавказа.
Его проект «Географические элементы флоры Кавказа» (1997–1999) получил поддержку Российского фонда фундаментальных исследований (РФФИ).
В 2000-х занимался систематикой сложноцветных, в частности, рода Carduus, то есть чертополох.

## Гибель
В мае 2007 года Николай Портениер принимал участие во втором семинаре проекта в Кобулети (Аджария) по оценке всех кавказских эндемиков по степени угрозы в соответствии с новыми категориями и критериями Международного союза охраны природы (МСОП).

На первую половину дня 27 мая была запланирована экскурсия для ознакомления с фрагментами колхидской растительности к югу от Батуми. Участники семинара шли по старой горной дороге. Н. Н. и группа коллег заинтересовались экземпляром Cirsium hypoleucum DC., бодяк снизу-белый, росшим, как потом оказалось, почти у самого обрыва. После того как были сделаны фотоснимки и все коллеги ушли вперёд, Н. Н. остался, чтобы взять это растение в гербарий… Он упал с почти 70-метрового обрыва, край которого был скрыт кустарниками. Спасатели, оперативно прибывшие на место происшествия, подняли Н. Н. без признаков жизни.
<…>
Вечером следующего дня над Западной Грузией разразилась гроза с сильнейшим ливнем. Казалось, сама природа Кавказа оплакивала своего исследователя. Так получилось, что тело Н. Н. провезли через весь Кавказ — от Батуми до Баку, с ним простились болота Колхиды, леса Сурамского хребта, ущелья Картли.
— Гельтман Д. В. Памяти Николая Николаевича Портениера

## Основные публикации
- Портениер Н. Н. Флора и ботаническая география Северного Кавказа: Избранные труды / Сост.: А. К. Сытин, Д. В. Гельтман; Рос. акад. наук, Федер. гос. бюджет. учреждение науки «Ботан. ин-т им. В. Л. Комарова». — М.: Товарищество научных изданий КМК, 2012. — 304 с. — 500 экз. — ISBN 978-5-87317-802-5.